# Багар (Марказі)
Багар (перс. بهار) — село в Ірані, у дегестані Джушак, у Центральному бахші, шахрестані Деліджан остану Марказі. За даними перепису 2006 року, його населення становило 183 особи, що проживали у складі 73 сімей.

## Клімат
Середня річна температура становить 13,21 °C, середня максимальна – 31,06 °C, а середня мінімальна – -7,21 °C. Середня річна кількість опадів – 158 мм.
| Клімат поселення                              | Клімат поселення | Клімат поселення | Клімат поселення | Клімат поселення | Клімат поселення | Клімат поселення | Клімат поселення | Клімат поселення | Клімат поселення | Клімат поселення | Клімат поселення | Клімат поселення | Клімат поселення |
| Показник                                      | Січ.             | Лют.             | Бер.             | Квіт.            | Трав.            | Черв.            | Лип.             | Серп.            | Вер.             | Жовт.            | Лист.            | Груд.            |                  |
| Середній максимум, °C                         | 8,06             | 9,71             | 14,33            | 20,06            | 24,60            | 29,47            | 31,06            | 30,17            | 26,47            | 20,28            | 14,24            | 8,44             |                  |
| Середня температура, °C                       | 0,42             | 2,08             | 6,70             | 12,44            | 16,97            | 21,84            | 25,64            | 24,76            | 21,04            | 14,86            | 8,82             | 3,01             |                  |
| Середній мінімум, °C                          | −7,21            | −5,55            | −0,92            | 4,81             | 9,35             | 14,21            | 20,20            | 19,32            | 15,62            | 9,43             | 3,40             | −2,41            |                  |
| Норма опадів, мм                              | 27               | 25               | 31               | 22               | 14               | 2                | 1                | 0                | 0                | 6                | 12               | 18               |                  |
| Середньомісячна швидкість вітру, м/с          | 1.37             | 1.90             | 2.46             | 2.96             | 2.68             | 2.55             | 2.45             | 2.24             | 2.06             | 1.96             | 1.46             | 1.38             |                  |
| Середньомісячна сонячна радіація, кДж/м²·день | 10052            | 13172            | 15783            | 18929            | 22742            | 26522            | 25902            | 24465            | 21406            | 16153            | 11808            | 9634             |                  |
| --------------------------------------------- | ---------------- | ---------------- | ---------------- | ---------------- | ---------------- | ---------------- | ---------------- | ---------------- | ---------------- | ---------------- | ---------------- | ---------------- | ---------------- |
| Джерело:                                      |                  |                  |                  |                  |                  |                  |                  |                  |                  |                  |                  |                  |                  |